# Козенешть
Козенешть, Козенешті (рум. Cozănești) — село у повіті Сучава в Румунії. Адміністративний центр комуни Дорна-Арінь.
Село розташоване на відстані 327 км на північ від Бухареста, 70 км на південний захід від Сучави.

## Населення
За даними перепису населення 2002 року у селі проживали 370 осіб, усі — румуни. Усі жителі села рідною мовою назвали румунську.